# Ваджраяна

Символ Ваджраяны

Ваджрая́на (санскр. वज्रयान, IAST: Vajrayāna, тиб. རྡོ་རྗེ་ཐེག་པ, Вайли rDo-rje Theg-pa, Дордже Тэгпа; монг. Очирт хөлгөн — Ваджрная Колесница, Алмазная Колесница, Ваджрный Путь; также Тантра, Тантраяна (Колесница Тантры), (Гухья-) Мантраяна (Колесница (Тайной) Мантры), Пхалаяна (Колесница Плода)) — тантрическое направление, образовавшееся внутри Махаяны в V веке нашей эры. Ваджраяна распространена в России, Тибете, Непале, Монголии, Японии (школа Сингон-сю). В различные исторические периоды имела распространение на Шри-Ланке, в Индонезии, Китае, Корее, Мьянме, Вьетнаме, Камбодже, Таиланде. В отличие от пути Причины (Сутраяны) является путём Результата (поэтому и называется Тантраяна).
Ваджраяна датирована концом первого тысячелетия нашей эры. Начиная с VIII века в Ваджраяне начали возникать отдельные школы: Ньингма, Кагью, Сакья, Кадам, Джонанг. Реформа, проведённая великим буддийским ламой Чже Цонкапой, трансформировала школу Кадам в Новый Кадам (Гелуг).
Ваджраяна — эзотерическая система буддизма. Основное отличие выражается базовым махаянским высказыванием «сансара и нирвана — одно», выражавшим идею достижения освобождения не после смерти, а как некоторого психологического состояния, в котором человек осознает себя свободным. В раннем буддизме уже присутствовала Протомахаяна, с провозглашением единства нирваны и сансары, поклонения божествам и прочими махаянскими-ваджраянскими константами. Ваджраяна одна из наиболее «психологизированых» эзотерических систем. Во многих практиках ваджраяны можно увидеть аналогию с шаманскими практиками поглощения духов, и путешествий шамана.
Ранняя ваджраяна крия-тантр — Сингон .
Ранняя ваджраяна ануттара-йога-тантр — Ньингма.

## Введение

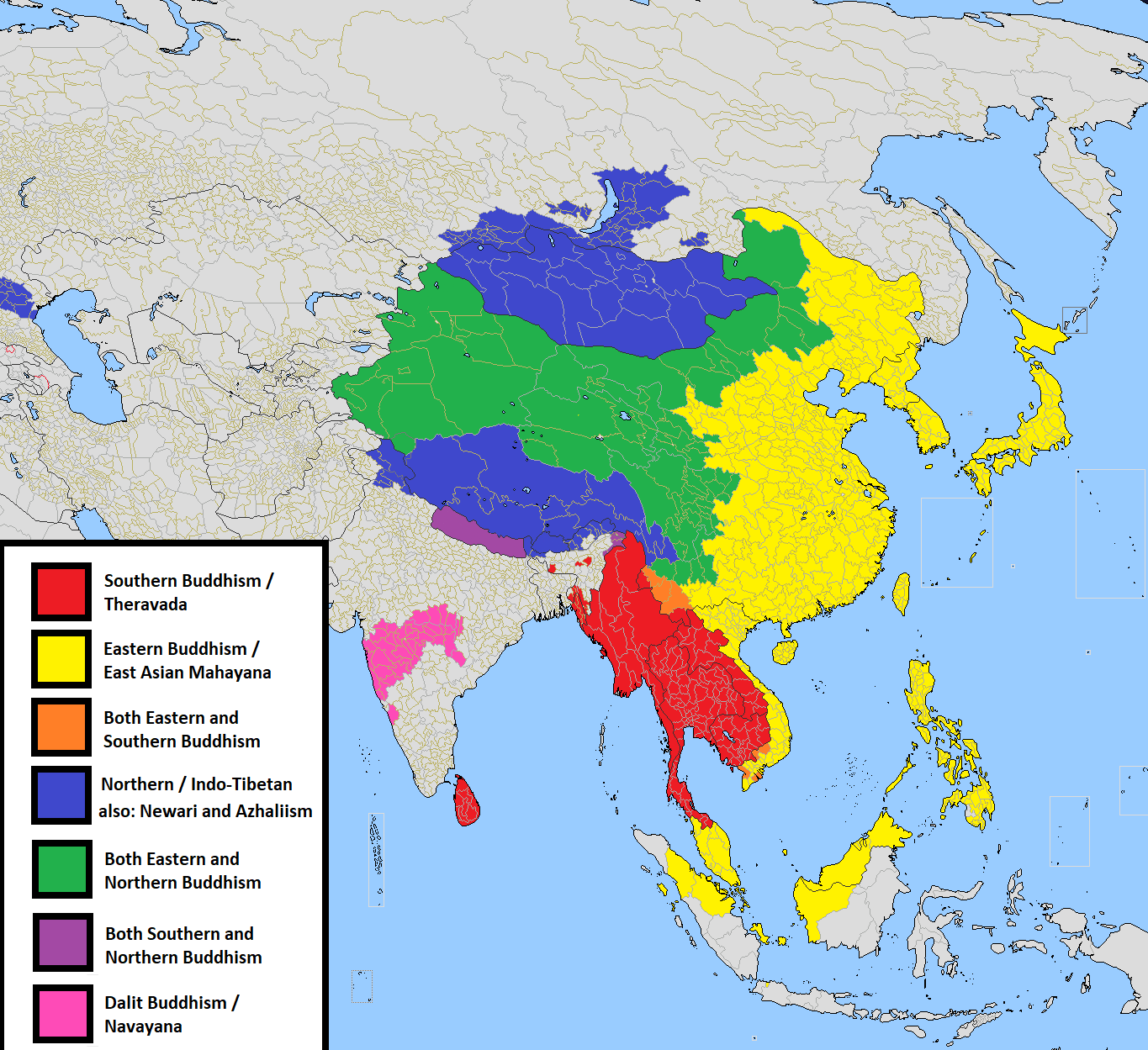
Распространение буддизма по направлениям. Территории с преобладанием Ваджраяны отмечены синим

Санскритское слово «ваджра» (тиб. «дордже» — букв. «алмаз») употреблялось для обозначения громового скипетра бога Индры.
В буддизме «ваджра» означает «нерушимость, подобную алмазу», и Просветление, «подобное мгновенному удару грома или вспышке молнии» (так говорится в текстах по Ваджраяне). Поэтому слово «Ваджраяна» может быть буквально переведено как «Алмазная Колесница» или «Громовая Колесница» (последний вариант обычно не употребляется).
По некоторым источникам, часть учений уровня Ваджраяны дана историческим Буддой во время Третьего Поворота Колеса Дхармы (в рамках этой концепции Хинаяна рассматривается, как первый поворот Колеса Учения, Махаяна — как второй, а Ваджраяна как третий). Существенно бо́льшая часть получена от иных будд, бодхисаттв, идамов или дакини великими йогинами Индии и Тибета.
В настоящее время Ваджраяна распространена в гималайских странах, Монголии, Бурятии, Туве, Калмыкии (тибетский буддизм). Практикуют Ваджраяну в некоторых школах китайского (в виде отдельных элементов в чаньских монастырях) и японского (Сингон, Тэндай, Сюгэндо) буддизма, а в последние десятилетия и в странах Запада.
Отдельно следует отметить ваджраянскую традицию непальских неваров, а также синкретическую шиваитско-ваджраянскую традицию Индонезии, сейчас распространенную, главным образом, на о. Бали под названием «агама-хинду-дхарма». В Индонезии среди брахманов существует группа, называемая «бауддха брахманы», члены которой являются последователями ваджраяны и участвуют в традиционных обрядах вместе с другими брахманами.
В Индии, а также в Центральной и Средней Азии, Ваджраяна (как и прочие направления буддизма) в основном исчезла в силу таких исторических обстоятельств, как феодальная раздробленность, эксплуатация буддизма в политических интересах, мусульманское завоевание и распространение ислама.
Самой важной персоной в Алмазном пути является Ади-Будда (тиб. — Дордже Чанг), а также такой знаменитый бодхисаттва как Ваджрасаттва.
Громадную роль в Ваджраяне играет наставник (санскр. — гуру, тиб. — лама), который и передаёт адепту все тонкости Учения (предварительно ученик получает посвящение и доступ к изучению той или иной ваджраянской доктрины и практики, основанной на ней).
Тибетская Ваджраяна содержит в себе множество заимствований из автохтонной тибетской религии Бон, а также из Шиваизма.

## История
Тантрический буддизм можно проследить до групп странствующих йогов, называемых сиддхами или махасиддхами (великими адептами). Согласно Рейнольдсу, деятельность махасиддхов датируются средневековым периодом в Северной Индии (III—XIII вв.), а их методы радикально отличаются от тех, которые использовались в буддийских монастырях, в том числе проживание в лесах и пещерах и практика медитации на местах кремации покойников (такое место называется шмашана), подобная практике аскетов Шайва Капалика. Эти группы йоги объединялись в тантрических праздниках (ганачакре), часто в священных местах, которые включали в себя танцы, пение, сексуальные обряды и принятие употребление табуированных веществ, таких как алкоголь, моча, мясо и т. д. По крайней мере два махасиддха, упомянутых в буддийской литературе, сопоставимы со святыми Шайва Натха (Горакшанатх и Матсендранатх), которые практиковали хатха-йогу.
Согласно Шуману, движение под названием Сахаджа-сиддхи развилось в VIII веке в Бенгалии. В нём доминировали длинноволосые блуждающие махасиддхи, которые открыто бросали вызов и высмеивали буддийские правящие круги. Махасиддхи развивали сиддхи, магические силы, такие как полёты (левитация) и экстрасенсорное восприятие, а также освобождение (мукти).

## Специфика методов Ваджраяны
Ваджраяна — путь трансформации сансарического ума, основанный на мотивации и философии Великой Колесницы (Махаяны), но с подходом, присущем лишь Ваджраяне, включающем соответствующие поведение и методы медитации.
Методом являются визуализация образов медитативных божеств (идам), мантры (дхарани), мудры, почитание гуру как актуализации Будды — Дхармы — Сангхи. Гуру ставится на первое место (даже «впереди Будды»).
Для Ваджраяны также характерно получение инициации только от учителя (гуру) к ученику, а также набор особых «быстрых методов» для пробуждения уже в этой жизни (или в течение семи жизней).
Монашеская практика в системе Ваджраяны предполагает получение специальной абхишеки (посвящения) и сопутствующих ей наставлений от достигшего реализации Пути учителя. Необходимыми качествами практикующего являются мотивация сострадания, понимание пустотности и чистое ви́дение.
На Тибете и в других гималайских странах Ваджраяна считается венцом учения Будды, а также четвёртым поворотом колеса Дхармы, который наряду с третьим поворотом (учениями Махаяны) первоначально не был записан в канонических текстах на языке пали и на санскрите.
Ваджраяна основана на концепции Ади-Будды — изначального Будды (Абсолюта, идея об Ади-Будде, Абсолюте отсутствовала в раннем буддизме), по отношению к которому отдельные будды (в том числе исторический нирманакайя Будда Шакьямуни) являются только формами его воплощения.
В Ваджраяне разработана чёткая иерархия существ «пантеона ваджраяны»:
- будды,
- бодхисаттвы,
- пратьекабудды,
- архаты,
- идамы,
- учители,
- местные божества.

Главным средством достижения просветления в Ваджраяне считается тайная мантра. При этом считается, что путь тайной мантры значительно могущественнее и может привести к достижению состояния Будды не за много кальп, как в Махаяне, не связанной с тантрой, а за одну жизнь. При этом, развитие парамит необходимым не считается.
Как и в классическом тантризме, философские идеи в Ваджраяне считаются недейственными без практики.
Теория и практика тантры (тибетской Ваджраяны) имеют некоторые различия в зависимости от конкретной буддийской традиции и школы:
- Джонанг (учение Калачакра-тантры),
- Сакья (доктрина Ламдре),
- Кагью (учение о Махамудре, Шесть Йог Наропы),
- Ньингма (учения Махайоги, Ануйоги и Атийоги (Дзогчен)),
- Гелуг (учение Ламрим Ченмо).

Однако четкого ограничения на те или иные практику или философию в рамках одной традиции нет — во всех школах есть держатели традиций других школ.
Средством достижения состояния Будды в Ваджраяне считается йогическая практика, медитация, начитывание мантр, почитание духовного наставника (гуру-йога) и т. п. Традиционно считается, что нельзя практиковать ни одну практику без учителя (тибетская и индийская система обучения), а также невозможно практиковать в безопасности и сделать первые шаги без участия гуру (ламы).
В тибетской ваджраяне сборник переводов сутр, тантр и иной канонической литературы с санскрита на тибетский известен как «Ганджур», а комментариев к ним — как «Данджур». В этих сборниках наибольший упор делается на 2606 текстов, образующих 4 класса тантр: крийя-тантры (тантры действия), чарья-тантры (тантры исполнения), йога-тантры (тантры йогической медитации), ануттара-йога-тантры (тантры высшей йоги: отцовские, материнские и недвойственные).

## Пантеон Ваджраяны
- Гуру (см. Падмасамбхава)
- Йидамы
- Будды и Бодхисаттвы Дхармакая, Самбхогакая и Нирманакая
- Дакини
- Дхармапалы